# 1835 Gajdariya
1835 Gajdariya је астероид главног астероидног појаса чија средња удаљеност од Сунца износи 2,832 астрономских јединица (АЈ).
Апсолутна магнитуда астероида је 11,5.